# Coenobiet
Coenobiet (cenobiet) is een vroege aanduiding voor het meest voorkomende type monnik. Het woord is afkomstig van het Griekse koino bio  wat "samen leven" betekent. Coenobieten waren dus monniken die gezamenlijk leefden, volgens bepaalde regels.
De Egyptische monnik Pachomius zorgde voor de eerste leefregel voor deze in gemeenschap levende asceten.